# Mbam-Djerem-Nationalpark
Der Mbam-Djerem-Nationalpark ist ein Nationalpark in Kamerun, der sich über die drei Provinzen Adamaoua, Centre und Est erstreckt.

## Geschichte
Im März 1999 wurde die forstwirtschaftliche Zone des Mban und Djerem vom Umwelt- und Forstministerium  per Dekret 0373/D/MINEF/DAG als geschützte Zone ausgewiesen. Am 6. Januar 2000 wurde das Gebiet laut Dekret 2000/005/PM noch einmal erweitert. Schließlich entstand noch im Jahre 2000 der größte kamerunische Nationalpark. Dieser wurde im November 2000 per Ministerialerlass 1391/MINEF/DFAP/SA/FB amtlich bekanntgeben.

## Geographie
Der Mbam-Djerem-Nationalpark befindet sich zwischen den Südhängen des Adamaua-Plateaus und der Nordspitze einer dichten Senke des Regenwalds im Kongobecken. Östlich des Reservats befindet sich die Straße von Yoko nach Tibati.
Der Park ist Teil der regionalen Guinea-Kongo/Sudan-Übergangszone.
Der gesamte Park erstreckt sich über eine Fläche von rund 4165 km². Das Gebiet liegt in einer Höhe zwischen 600 und 900 Meter über dem Meeresspiegel.
Durch den Park fließen zwei große Ströme. Von ihnen hat der Park seinen Namen. Der Djérem-Fluss erstreckt sich von Nord nach Süd. Auch der 425 Kilometer lange Fluss Mbam bahnt sich seinen Weg von Nord nach Süd. Während der Djérem den östlichen Teil des Reservats durchfließt, befindet sich der Mbam im westlichen Teil des Nationalparks.

## Biodiversität

### Flora
Das Habitat des Nationalparks ist vielschichtig. Man findet im Park typischen Tiefland-Regenwald, bewaldete Landschaft, waldmäßige Savanne und Grassavanne. Das Terrain ist eher flach und trocken. Aus Satellitenaufnahmen geht hervor, dass ein Großteil der Pflanzen nicht älter als 50 Jahre ist.

### Fauna
Unter den Primaten findet man am Djerem-Fluss die Südliche Zwergmeerkatze (Miopithecus talapoin). Ein anderer Primat im Park ist der Schimpanse. Weitere Säugetiere, die im Park beheimatet sind, sind der Leopard, der Waldelefant, der Kaffernbüffel und der Bongo.
Für Ornithologen ist der Park interessant. Eine Inventarisierung durch BirdLife International ergab mindestens 365 verschiedene Vogelarten. Darunter finden sich der Lathamfrankolin (Francolinus lathami), die Perlenralle (Sarothrura pulchra), der Fuchsfalke (Falco alopex) und der Kastanienliest (Halcyon badia). Stark gefährdet sind der Ringstar (Grafisia torquata) und der Bamendafeinsänger (Apalis bamendae).
Der Mbam ist Lebensraum für Fische wie Mbam-Prachtkärpfling (Aphyosemion dargei), Rotstreifen-Prachtkärpfling (Aphyosemion bualanum (Tieflandsavannenform)) und (Aphyosemion bualanum (gelb)).